# Provincia de Bari
Bari (en italiano Provincia di Bari, en barese Provìnge de Bbare) fue una provincia de la región de Apulia, en Italia. Su capital fue la ciudad de Bari. Tenía su sede en el Palazzo della Provincia en Bari.
Tuvo un área de 3825 km², y una población total de 1 255 228 hab. (2010). Desde 2004 la provincia de Bari constó de 41 comunas debido a que 7 de ellas se separaron y constituyeron la provincia de Barletta-Andria-Trani junto a otras 3 comunas de la Provincia de Foggia.
En 2015 fue reemplazada por la ciudad metropolitana de Bari.

## Ciudades de la provincia de Bari
- Acquaviva delle Fonti
- Adelfia
- Alberobello, «Capital de los Trullos»
- Altamura
- Bari
- Binetto
- Bitetto
- Bitonto
- Bitritto
- Capurso
- Casamassima
- Cassano delle Murge
- Castellana Grotte
- Cellamare
- Conversano
- Corato
- Gioia del Colle
- Giovinazzo
- Gravina in Puglia
- Grumo Appula
- Locorotondo
- Modugno
- Mola di Bari
- Molfetta
- Monopoli
- Noci
- Noicattaro
- Palo del Colle
- Poggiorsini
- Polignano a Mare
- Putignano
- Rutigliano
- Ruvo di Puglia
- Sammichele di Bari
- Sannicandro di Bari
- Santeramo in Colle
- Terlizzi
- Toritto
- Triggiano
- Turi
- Valenzano